# Хаазе, Петер
Пе́тер Ха́азе (дат. Peter Haase) — датский кёрлингист.
В составе мужской сборной Дании участник чемпионата мира 1975 (заняли девятое место) и чемпионата Европы 1976 (заняли шестое место). Чемпион Дании среди мужчин.
Играл на позиции первого.

## Достижения
- Чемпионат Дании по кёрлингу среди мужчин: золото (1975).

## Команды
| Сезон   | Четвёртый     | Третий           | Второй          | Первый      | Турниры                      |
| ------- | ------------- | ---------------- | --------------- | ----------- | ---------------------------- |
| 1974—75 | Джон Кьерульф | Лейф Готтске     | Кеннет Поульсен | Петер Хаазе | ЧДМ 1975 · ЧМ 1975 (9 место) |
| 1976—77 | John Olsen    | Джон Кристиансен | Йёрн Блак       | Петер Хаазе | ЧЕ 1976 (6 место)            |

(скипы выделены полужирным шрифтом)